# Honoríficos musulmanes

Ejemplo de un honorífico musulmán escrito en árabe: Sallā -llāhu ʿalayhī wa-sallam (español: que las bendiciones de Dios y la paz estén con él)

Los musulmanes emplean una serie de frases convencionalmente complementarias que alaban a alá (p. ej. Subḥānahu wa-taʿālā), o bendicen a Mahoma u otros profetas (p. ej.: ʿalayhi s-salām).  Los devotos habitualmente usan el honorífico como un postnominal.  
Un ejemplo del uso del honorífico es el uso de la frase «Mahoma, la paz sea con él,» como sujeto en una expresión gramatical o en una sentencia judicial en un país de religión musulmana.
En vez de escribir el honorífico, este puede abreviarse.  La legislación española, por ejemplo, declara «Profeta Muhammad, la Paz y las Bendiciones sobre él (P.B.)», solamente en su primer uso, y abrevia el honorífico de las formas «Profeta (P.B.)», «Muhammad como profeta (P.B.)», «Profeta Muhammad (P.B.)», «Último Profeta (P.B.)», etc., en usos subsiguientes.  Aparte del gobierno español, otro gobierno que también emplea honoríficos musulmanes en su legislación es el de la República Islámica de Irán, el cual en su constitución escribe: «Que la paz y las bendiciones de Dios sean con él y su familia».

## Honoríficos a Dios
Después de mencionar uno de los nombres de Dios, como Alá, se usa una expresión de adoración en oposición a las frases de súplica que se usan para las personas normales. Éstos incluyen:
| Árabe Transcripción | Sentido                                                                   | Abreviatura      |
| ------------------- | ------------------------------------------------------------------------- | ---------------- |
| سُبْحَانَهُ وَتَعَالَىٰ       | «glorificado y exaltado», «alabado y enaltecido», ó «enaltecido exaltado» | swt, swt, S.W.T. |
| subḥānahu wa-taʿālā | «glorificado y exaltado», «alabado y enaltecido», ó «enaltecido exaltado» | swt, swt, S.W.T. |
| تَبَارَكَ وَتَعَالَىٰ        | bendito y exaltado                                                        |                  |
| tabāraka wa-taʿālā  | bendito y exaltado                                                        |                  |
| عَزَّ وَجَلَّ              | prestigioso y majestuoso                                                  | azwj, azwj       |
| ʿazza wa-jalla      | prestigioso y majestuoso                                                  | azwj, azwj       |

## Aplicado a Mahoma y su familia

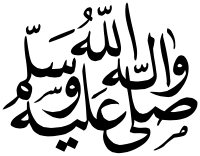
Las bendiciones de Dios sean con él y su descendencia, en árabe.

| Árabe Transcripción Sentido                                         | Uso | Abreviatura                                                                        |
| ------------------------------------------------------------------- | --- | ---------------------------------------------------------------------------------- |
| عَلَيْهِ ٱلسَّلَامُ                                                         | Esta expresión sigue después de nombrar profetas y mensajeros en el Islam; Imanes en el Islam chiita | as, a.s.                                                                           |
| ʿalayhi as-salāmu                                                   | Esta expresión sigue después de nombrar profetas y mensajeros en el Islam; Imanes en el Islam chiita | as, a.s.                                                                           |
| La paz sea con él                                                   | Esta expresión sigue después de nombrar profetas y mensajeros en el Islam; Imanes en el Islam chiita | as, a.s.                                                                           |
| عَلَيْهِ ٱلصَّلَاةُ وَٱلسَّلَامُ                                                 | Esta expresión sigue después de nombrar a los profetas y mensajeros, o imanes en el Islam chiita. | árabe: asws, asws, pbbuh, pbbuh español: P.B., B y P.                              |
| ʿalayhi ṣ-ṣalātu wa-s-salāmu                                        | Esta expresión sigue después de nombrar a los profetas y mensajeros, o imanes en el Islam chiita. | árabe: asws, asws, pbbuh, pbbuh español: P.B., B y P.                              |
| Bendiciones y paz sean con él                                       | Esta expresión sigue después de nombrar a los profetas y mensajeros, o imanes en el Islam chiita. | árabe: asws, asws, pbbuh, pbbuh español: P.B., B y P.                              |
| سَلَامُ ٱللَّٰهِ عَلَيْهِ                                                      | Esta expresión sigue después de nombrar a los imanes en el Islam chiita o ángeles. La versión femenina ( سَلَامُ ٱللَّٰهِ عَلَيْهَا ) se usa comúnmente para mujeres islámicas históricas (por ejemplo, Fátima az-Zahra, Jadiya, Maryam, Asiya, Sara, Eva, etc. ). | árabe: sa, s.a.                                                                    |
| salāmu -llāhi ʿalayhī                                               | Esta expresión sigue después de nombrar a los imanes en el Islam chiita o ángeles. La versión femenina ( سَلَامُ ٱللَّٰهِ عَلَيْهَا ) se usa comúnmente para mujeres islámicas históricas (por ejemplo, Fátima az-Zahra, Jadiya, Maryam, Asiya, Sara, Eva, etc. ). | árabe: sa, s.a.                                                                    |
| La paz de Dios sea con él                                           | Esta expresión sigue después de nombrar a los imanes en el Islam chiita o ángeles. La versión femenina ( سَلَامُ ٱللَّٰهِ عَلَيْهَا ) se usa comúnmente para mujeres islámicas históricas (por ejemplo, Fátima az-Zahra, Jadiya, Maryam, Asiya, Sara, Eva, etc. ). | árabe: sa, s.a.                                                                    |
| صَلَّى ٱللَّٰهُ عَلَيْهِ وَسَلَّمَ                                                  | Esta expresión sigue específicamente después de pronunciar el nombre de Mahoma, aunque en su lugar se puede usar "la paz sea con él". Es más comúnmente utilizado por los musulmanes sunitas.                                                           | saw, s.a.w., sa, s.a., sm                                                          |
| ṣallā -llāhu ʿalayhī wa-sallama                                     | Esta expresión sigue específicamente después de pronunciar el nombre de Mahoma, aunque en su lugar se puede usar "la paz sea con él". Es más comúnmente utilizado por los musulmanes sunitas.                                                           | saw, s.a.w., sa, s.a., sm                                                          |
| Que las bendiciones de Dios y la paz estén con él                   | Esta expresión sigue específicamente después de pronunciar el nombre de Mahoma, aunque en su lugar se puede usar "la paz sea con él". Es más comúnmente utilizado por los musulmanes sunitas.                                                           | saw, s.a.w., sa, s.a., sm                                                          |
| صَلَّى ٱللَّٰهُ عَلَيْهِ وَآلِهِ وَسَلَّمَ                                             | Esta expresión sigue específicamente después de pronunciar el nombre de Mahoma. Es utilizado por todos los musulmanes, pero más aún por los musulmanes chiitas .                                                                                        | árabe: saww, s.a.w.w., saws, s.a.w.s, saw, s.a.w., sa, s.a. inglés: PBUH, P.B.U.H. |
| ṣallā -llāhu ʿalayhī wa-ʾālihī wa-sallama                           | Esta expresión sigue específicamente después de pronunciar el nombre de Mahoma. Es utilizado por todos los musulmanes, pero más aún por los musulmanes chiitas .                                                                                        | árabe: saww, s.a.w.w., saws, s.a.w.s, saw, s.a.w., sa, s.a. inglés: PBUH, P.B.U.H. |
| Bendiciones de Dios sean con él y su descendencia y le concedan paz | Esta expresión sigue específicamente después de pronunciar el nombre de Mahoma. Es utilizado por todos los musulmanes, pero más aún por los musulmanes chiitas .                                                                                        | árabe: saww, s.a.w.w., saws, s.a.w.s, saw, s.a.w., sa, s.a. inglés: PBUH, P.B.U.H. |
| صَلَّى ٱللَّٰهُ عَلَيْهِ وَآلِهِ}                                                 | Esta expresión sigue específicamente después de pronunciar el nombre de Mahoma. Es más comúnmente utilizado por los musulmanes chiitas. | sawa, s.a.w.a., saww, s.a.w.w., sa, s.a.                                           |
| ṣallā -llāhu ʿalayhī wa-ʾālihī                                      | Esta expresión sigue específicamente después de pronunciar el nombre de Mahoma. Es más comúnmente utilizado por los musulmanes chiitas. | sawa, s.a.w.a., saww, s.a.w.w., sa, s.a.                                           |
| Que las bendiciones de Dios estén con él y su descendencia          | Esta expresión sigue específicamente después de pronunciar el nombre de Mahoma. Es más comúnmente utilizado por los musulmanes chiitas. | sawa, s.a.w.a., saww, s.a.w.w., sa, s.a.                                           |
| رَحِمَهُ ٱللَّٰهُ                                                           | Esta expresión se usa cuando tanto cuando se menciona musulmanes históricos como contemporáneos | ra, r.a., rah, r.a.h., raa, r.a.a.                                                 |
| raḥimahu -llāhu                                                     | Esta expresión se usa cuando tanto cuando se menciona musulmanes históricos como contemporáneos | ra, r.a., rah, r.a.h., raa, r.a.a.                                                 |
| Dios tenga misericordia de él                                       | Esta expresión se usa cuando tanto cuando se menciona musulmanes históricos como contemporáneos | ra, r.a., rah, r.a.h., raa, r.a.a.                                                 |
| رَضِيَ ٱللَّٰهُ عَنْهُ                                                        | Esta expresión se usa cuando se menciona a los compañeros de Mahoma, pero a veces se usa con otras personas piadosas; la versión femenina es رَضِيَ ٱللَّٰهُ عَنْهَا.                                                                                             | ra, r.a.                                                                           |
| raḍiya -llāhu ʿanhū                                                 | Esta expresión se usa cuando se menciona a los compañeros de Mahoma, pero a veces se usa con otras personas piadosas; la versión femenina es رَضِيَ ٱللَّٰهُ عَنْهَا.                                                                                             | ra, r.a.                                                                           |
| Que Dios este complacido con el                                     | Esta expresión se usa cuando se menciona a los compañeros de Mahoma, pero a veces se usa con otras personas piadosas; la versión femenina es رَضِيَ ٱللَّٰهُ عَنْهَا.                                                                                             | ra, r.a.                                                                           |

En lo anterior, en árabe: عليه‎, romanizado: ʿalayhi ("sobre él") puede ser reemplazado por en árabe: عليه وعلى آله‎, romanizado: ʿalayhi wa-ʿalā 'ālihi  "sobre él y sobre su familia".
Por lo general, "ṣallā" o "Bendiciones" se usa exclusivamente para Mahoma, para distinguir entre él y otros profetas (e imanes en el Islam chiita), pero en teoría, se usa para todos los profetas por igual.